# Harfiarz północny
Harfiarz północny (Psalmopoeus langenbucheri) – gatunek pająka z infrarzędu ptaszników i rodziny ptasznikowatych. Zamieszkuje północną Amerykę Południową.

## Taksonomia
Gatunek ten opisany został po raz pierwszy w 2006 roku przez Güntera Schmidta, Michaela Bullmera, Martina Thierera-Lutza. Jako miejsce typowe wskazano Caripe w Wenezueli. Epitet gatunkowy nadano na cześć Franka Langenbuchera, który odłowił materiał typowy. W 2022 roku redeskrypcji gatunku przy okazji rewizji rodzaju dokonali Yeimy Cifuentes i Rogéiro Bertani.

## Morfologia
Samice osiągają do około 50 mm, a samce do około 30 mm długości ciała. Ubarwienie osobników dorosłych jest jasnobrązowe, ze złotawym karapaksem, beżową opistosomą (odwłokiem), różowawą linią na bokach nadstopiów i różową lub pomarańczową plamką na wierzchu stóp. Niewiele dłuższy niż szeroki karapaks ma lekko wyniesioną część głowową, wyraźne rowki tułowiowe oraz głębokie i proste jamki. Oczy pary przednio-środkowej leżą na tej samej wysokości co pary przednio-bocznej, a pary tylno-bocznej bardziej z przodu niż pary tylno-środkowej. Nadustek nie występuje. Szczękoczułki mają na przednich krawędziach rowków 8 ząbków u samicy i 11 ząbków u samca, a w częściach przednio-brzusznych szereg od 5 do 7 długich, nitkowatych szczecinek strydulacyjnych. Narząd strydulacyjny szczęk u samca składa się z od 8 do 10 prostych, grubych szczecinek na planie półksiężycowatej linii i obecnych za nimi 6 szczecinek smuklejszych, u samicy zaś z 13–14 prostych szczecinek grubych i 6–8 szczecinek smukłych; najdłuższe ze szczecinek grubych są bocznie spłaszczone, na wierzchołkach pomarszczone. Odnóża pary pierwszej i ostatniej są najdłuższe i równych długości, zaś pary trzeciej – najkrótsze. Stopy wszystkich par odnóży oraz nadstopia dwóch pierwszych par mają całkowite skopule, nadstopia pary ostatniej mają skopule zajmujące tylko odsiebną ⅓ długości, a te pary trzeciej mają skopule zajmujące odsiebne ⅔ długości.
Samce mają na goleniach pierwszej pary odnóży apofizy (haki) goleniowe złożone z dwóch gałęzi, z których tylno-boczna jest dłuższa, u podstawy wąska i ku szczytowi zwężająca się; za tylno-boczną gałęzią znajduje się zaokrąglony guzek. Kulisty bulbus jest krótszy niż 4,5-krotność tegulum i ma małe subtegulum. Około 2,9 raza dłuższy od tegulum embolus ma część dosiebną prostą, odsiebną połowę delikatnie zakrzywioną i zwęża się ku mniej więcej prostemu wierzchołkowi.
Genitalia samicy mają dwie całkowicie odseparowane, mniej więcej proste, trójkątne spermateki, każda z jednym lub dwoma zaokrąglonymi, słabo zesklerotyzowanymi płatami na zgięciu środkowym oraz krótkim i zaokrąglonym płatem wierzchołkowym, zlanym z częścią środkową.

## Ekologia i występowanie
Gatunek neotropikalny, endemiczny dla północnej Wenezueli, znany ze stanów Monagas i Aragua. Zamieszkuje lasy deszczowe, ale też uprawy bananowców i kakaowców. Występuje na terenach o średniej temperaturze 26°C i średniej wilgotności względnej około 80%. Gniazda buduje w szczelinach, dziuplach i próchnowiskach w pniach drzew.

## Hodowla
Dorosły osobnik wymaga pionowego terrarium o minimalnych wymiarach 20×25×35 cm z elementem wystroju ułatwiającym konstrukcję gniazda. Zaleca się temperaturę w okolicach 27°C w dzień i około 24°C nocą oraz wilgotność około 80%. Kokon jajowy samica buduje zwykle od dwóch do czterech miesięcy po kopulacji i zawiera on zazwyczaj 40–60 jaj.